# Regionalismo siberiano
El regionalismo Siberiano (en ruso: Сибирское областничество) es un movimiento político originado durante el siglo XIX para formar una entidad política autónoma de Siberia. Alcanzó su mayor auge durante las actividades militares de Aleksandr Kolchak y Viktor Pepelyayev durante la guerra civil rusa.

Logo del Regionalismo siberiano

## sigloXIX
En el siglo XIX el movimiento fue fundado por estudiantes de Siberia en San Petersburgo: Grigori Potanin, Yadrintsev Nikolay y personas de otros orígenes. Algunos miembros radicales en 1863, junto con exiliados polacos y ucranianos, prepararon una revuelta en Siberia, intentando lograr la independencia y la formación de un estado propio, similar a los Estados Unidos. Cuarenta y cuatro miembros del grupo fueron detenidos y llevados a la cárcel por el gobierno zarista en mayo de 1865.

## Durante la guerra civil Rusa
Después de la revolución de febrero, el desarrollo de regionalismo cobró impulso, como el 21 de mayo de 1917, cuando los regionalistas convocaron su primera reunión general en Irkutsk, donde se escucharon y discutieron el reporte entregado por Ivan Serebrennikov sobre la autonomía de Siberia. En agosto, los regionalistas convocaron la Conferencia de Organizaciones Públicas basada en la decisión de la Asamblea Popular Provincial de Tomsk, como del 18 de mayo de 1917. El 5 de agosto de 1917, la Conferencia aprobó "Las Regulaciones para la Autonomía de Siberia" y escuchó el informe de Kazantsev sobre la Bandera Nacional de Siberia, que también aprobó por unanimidad:

"La Bandera Nacional de Siberia será la combinación de 2 colores: blanco y verde. El color blanco significa la nieve de Siberia; mientras que el color verde, la taiga siberiana. La bandera será rectangular, dividida en dos partes en diagonal desde la parte superior izquierda a la inferior derecha, así, el triángulo superior será de color verde y la inferior de color blanco."

El 28 de enero de 1918, la Duma Regional Siberiana fue convocada en Tomsk en secreto, temiendo a la represión de los bolcheviques, quienes ocuparon la ciudad. Los miembros eligieron a los miembros del Gobierno Provisional de la Siberia Autónoma de las cuatro facciones políticas. El Partido Socialista Revolucionario delegó a P. Ya. Derber a ser el presidente del Gobierno, el coronel AA Krakovetsky a tomar el Ministerio de Defensa, A.Ye. Novosyolov, ministro del Interior; N.Ye. Zhernakov, controlador estatal; y Ye.V. Zakharov, S.A. Kudryavtsev y M.B. Shatilov para ser ministros sin cargo. Los Oblastniks delegado P.V. Vologodsky para convertirse en el ministro de Relaciones Exteriores, VM Krutovsky - El ministro de Salud Pública, G.B. Patushinsky - El ministro de Justicia, I.I. Serebrennikov - El ministro de la oferta y la Alimentación, I.A. Mikhailov - El ministro de Finanzas, LA Ustrugov - El ministro de Ferrocarriles. Los nacionalistas y las minorías étnicas delegadas VT Tíber Petrov-para tomar la posición del Ministro de Asuntos Indígenas, la Dirección General de Sulima - El ministro de los Pueblos extraterritorial, E.D. Rinchino - Ministro de Educación Pública, GS Neometullov para ser un ministro sin cargo. Y por último, los mencheviques delegados dos miembros: MA Kolobov para convertirse en el Ministro de Comercio e Industria y ES Yudin para convertirse en el ministro de Trabajo. Curiosamente, sólo un puñado de ellos accedió a participar en el Gobierno. Bastante pronto, la mayoría de los ministros tuvieron que huir hacia el Lejano Oriente, donde permaneció hasta julio, cuando fueron a Vladivostok después de que fue liberada de los bolcheviques por parte de los checos.
Mientras tanto, el 27 de mayo de 1918, el coronel A.N. Grishin-Almazov, que llevó a cabo sus mejores esfuerzos para unir a la resistencia oficial contra los bolcheviques, ordenó un levantamiento a gran escala, que resultó ser un éxito total, ya que los blancos lograron derrotar a los Rojos y se aclaró muchas ciudades siberianas de su presencia. El 13 de junio de 1918, el coronel A.N. Grishin-Almazov emitió una orden para formar el Ejército de Siberia Occidental (luego se convertiría en el Ejército de Siberia). En cuestión de meses, se las arregló para acumular más de 10 000 voluntarios a través de Siberia y los Urales, lo que permitió algunos de los ministros de Siberia encabezados por PV Vologodsky volver.
El 23 de junio de 1918, Vologodsky formó un nuevo gobierno provisional de Siberia en lugar del Gobierno elegido previamente de la Autónoma de Siberia, que tenía prácticamente ninguna influencia y la autoridad que sea. Tomó la silla y el ministerio de Relaciones Exteriores con la asistencia de muchos de sus exmiembro de ministros II Serebrennikov, que de nuevo se convirtió en el ministro de la fuente, mientras que IA Mikhailov fue elegido para ser el ministro de Hacienda y MB Shatilov - el ministro de Asuntos Indígenas. Coronel A.N. Grishin-Almazov fue nombrado Ministro de Defensa.
El 11 de julio de 1918, el Gobierno provisional de Siberia publicó la declaración, declarando su autoridad sobre el territorio de Siberia, y la restauración del Estado ruso como el objetivo final del gobierno de Siberia. La decisión sobre el estatus de Siberia quedó en manos de las futuras asambleas constituyentes de toda Rusia y Siberia.

## Censo de 2010 de Rusia
Durante el censo de 2010 se ha informado de los trabajadores del censo que se niega el derecho a los ciudadanos de su nacionalidad a medida que se había declarado. Específicamente, los ciudadanos que deseen tener su identidad étnica registrada como "siberiano", se le han atribuido como rusos o "rusos siberianos". Por ley, "Siberia" se muestra como una de las posibles identidades de los protocolos oficiales. Después del censo, Valery Draganov, el primer vicepresidente del comité de la Duma industrial, señaló que "de acuerdo a los resultados del último censo, 'Siberia' la palabra en la línea de la nacionalidad ha roto todos los récords ", con un número significativo de residentes en Tyumen, Omsk, y otras ciudades al este de los Urales identificarse a sí mismos de esa manera. Michael Bohm de The Moscow Times también comentó sobre el aumento de la autoidentificación de Siberia en el censo, pidiendo la eliminación de la "nacionalidad" de pasaportes rusos y citando la alienación de Siberia desde Moscú. Los resultados del censo mostraron que aproximadamente solo 6.000 ciudadanos se identifican como "siberianos" de un censo de unos 40 millones de habitantes.